# Platy (Imathia)
Platy (griechisch Πλατύ [plɑˈti] (n. sg.), alternative Transkription: Plati) ist ein Gemeindebezirk der nordgriechischen Gemeinde Alexandria. Zur Abgrenzung gegenüber gleichnamigen Gemeinden und Ortschaften in anderen Regionen Griechenlands wird die Ortschaft auch als Platy Imathias (Πλατύ Ημαθίας; Platy in Imathia) bezeichnet.

## Geografie
Die Gemeinde Alexandria liegt in der zentralmakedonischen Tiefebene am südöstlichen Rand des Regionalbezirks Imathia. Dessen Gemeindebezirk Platy wird im Norden durch den Flusslauf des Loudias und im Süden durch den Flusslauf des Aliakmonas begrenzt. Die östliche Gemeindebegrenzung bildet der Thermaische Golf. Das Gemeindegebiet liegt vollständig in der südzentralmakedonischen Tiefebene, die durch Schwemmland der Flüsse Aliakmonas, Axios, Loudias und Gallikos gebildet wurde und sehr eben ist.
2011 hatte der Gemeindebezirk 9614 Einwohner, der Hauptort 2083.

## Geschichte
Wie viele Siedlungen der griechischen Region Makedonien ist auch Platy eine Neugründung aus dem Jahr 1924 durch Flüchtlinge der Kleinasiatischen Katastrophe. Die ursprünglichen Siedler stammen aus Farassa in Kappadokien und ließen sich an einer Stelle nieder, die durch die Bahnstrecke Piräus–Thessaloniki verkehrsgünstig angebunden ist. Seit 1932 war der Ort als Landgemeinde (kinotita), seit 1994 als Stadtgemeinde (dimos) eingestuft. Bis zur griechischen Verwaltungsreform 2010 blieb Platy eine selbständige Gemeinde (Dimos Plateos Δήμος Πλατέος).

## Wirtschaft
Die Wirtschaft in Platy ist ausgesprochen landwirtschaftlich geprägt. Hauptanbauprodukte sind Zucker und Baumwolle. Vorhandene Industrie zog sich während der Wirtschaftskrise 1999–2002 zurück, nur eine staatlich betriebene Zuckerfabrik verblieb.

## Verkehr
Der Bahnhof Platy ist ein Knotenpunkt im Netz der griechischen Eisenbahn. Hier verzweigen sich – von Thessaloniki kommend – die Bahnstrecke nach Athen und die Bahnstrecke nach Florina (ehemals bis Bitola).